# Zorenii de Vale, Cluj
Zorenii de Vale este un sat în comuna Mociu din județul Cluj, Transilvania, România.

## Demografie
De-a lungul timpului populația localității a evoluat astfel:

## Imagini

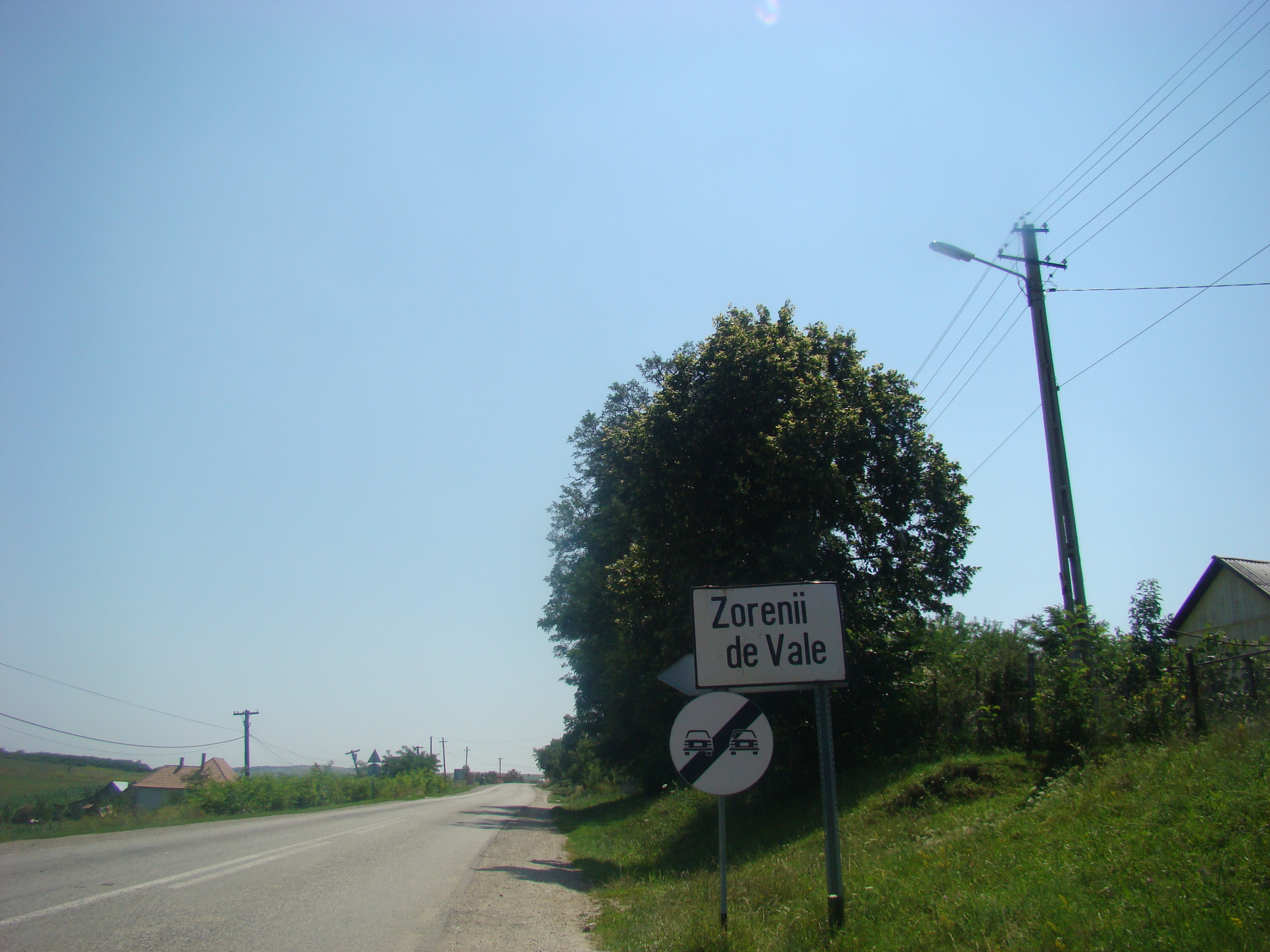
Intrarea în localitate
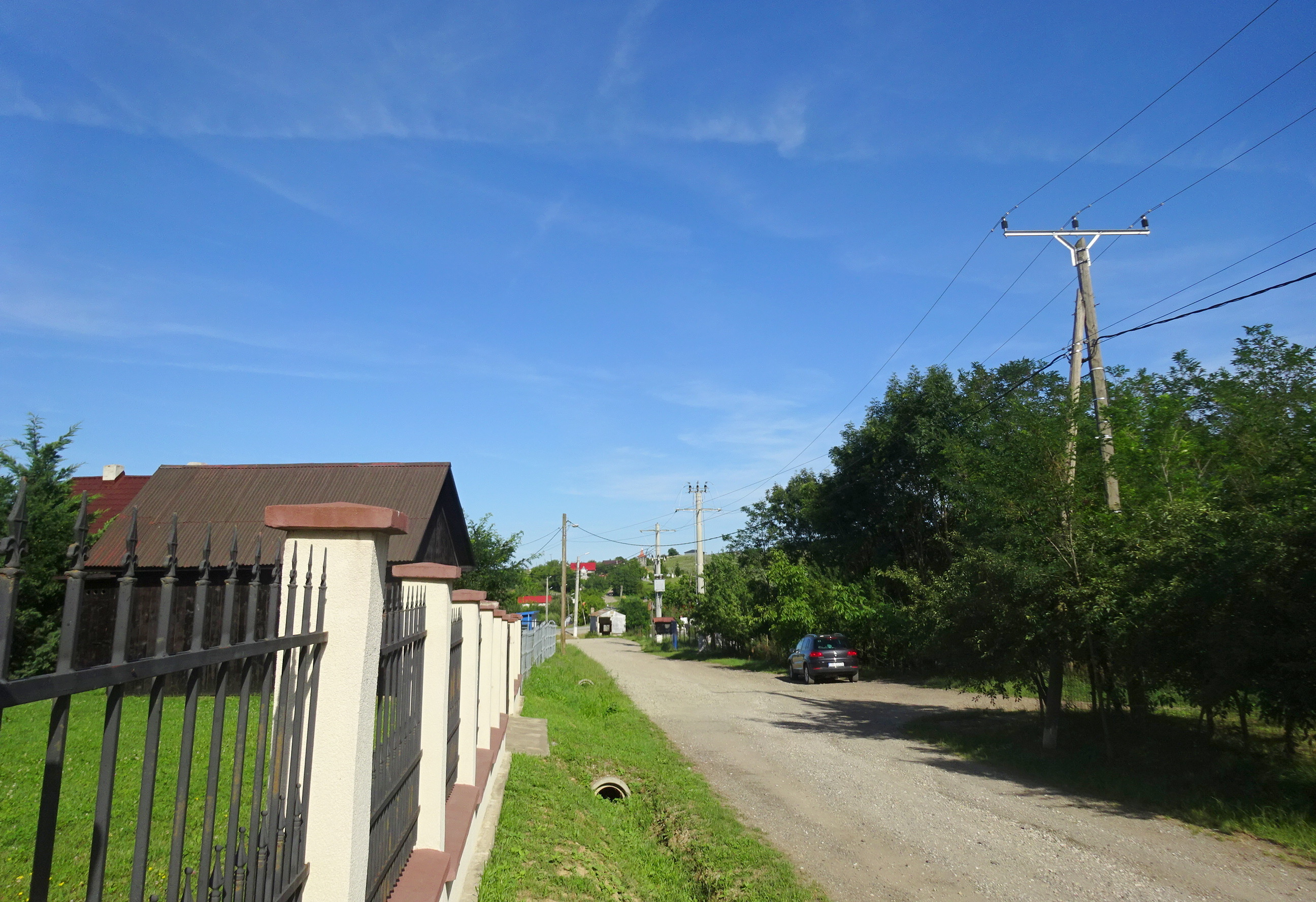
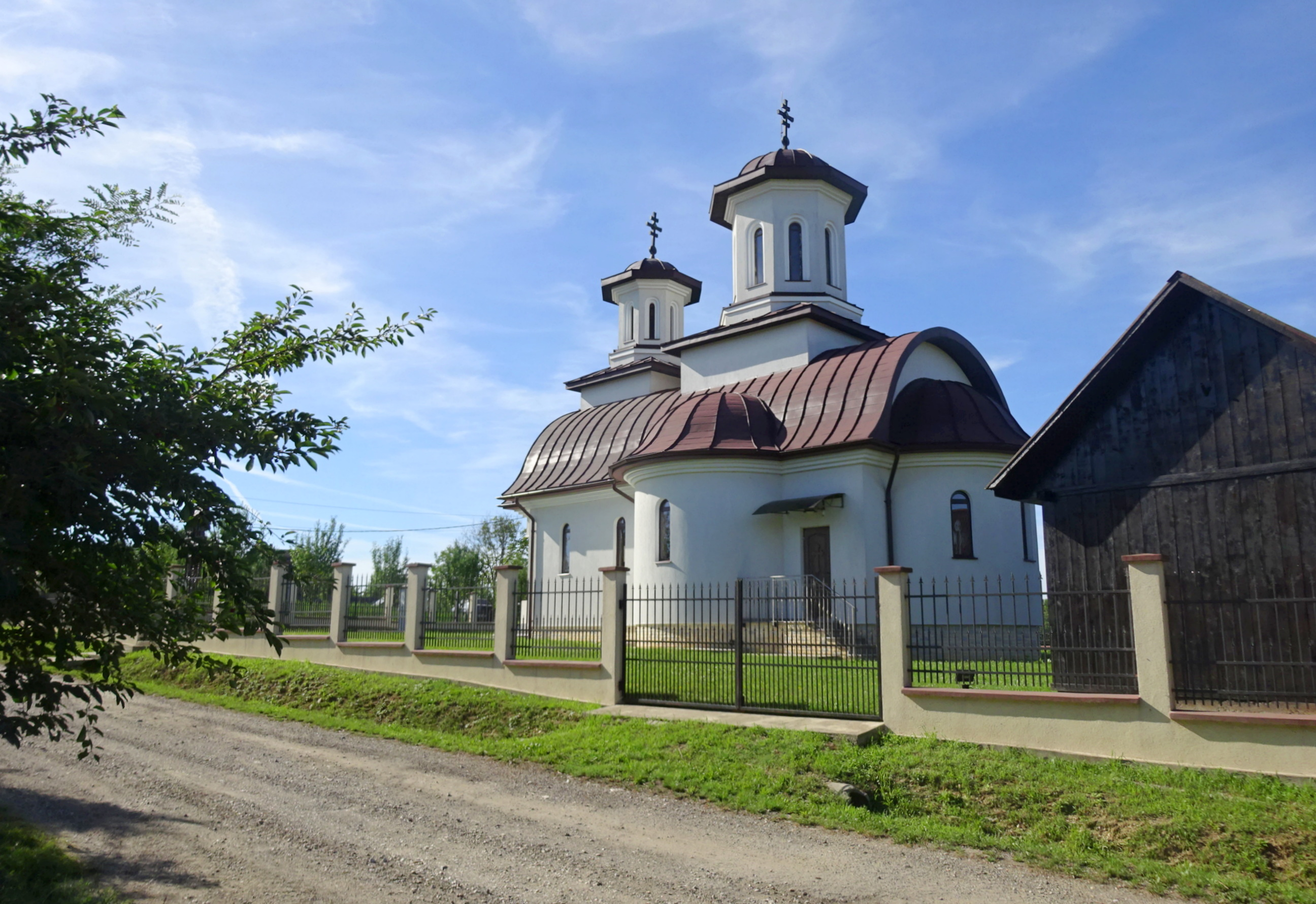
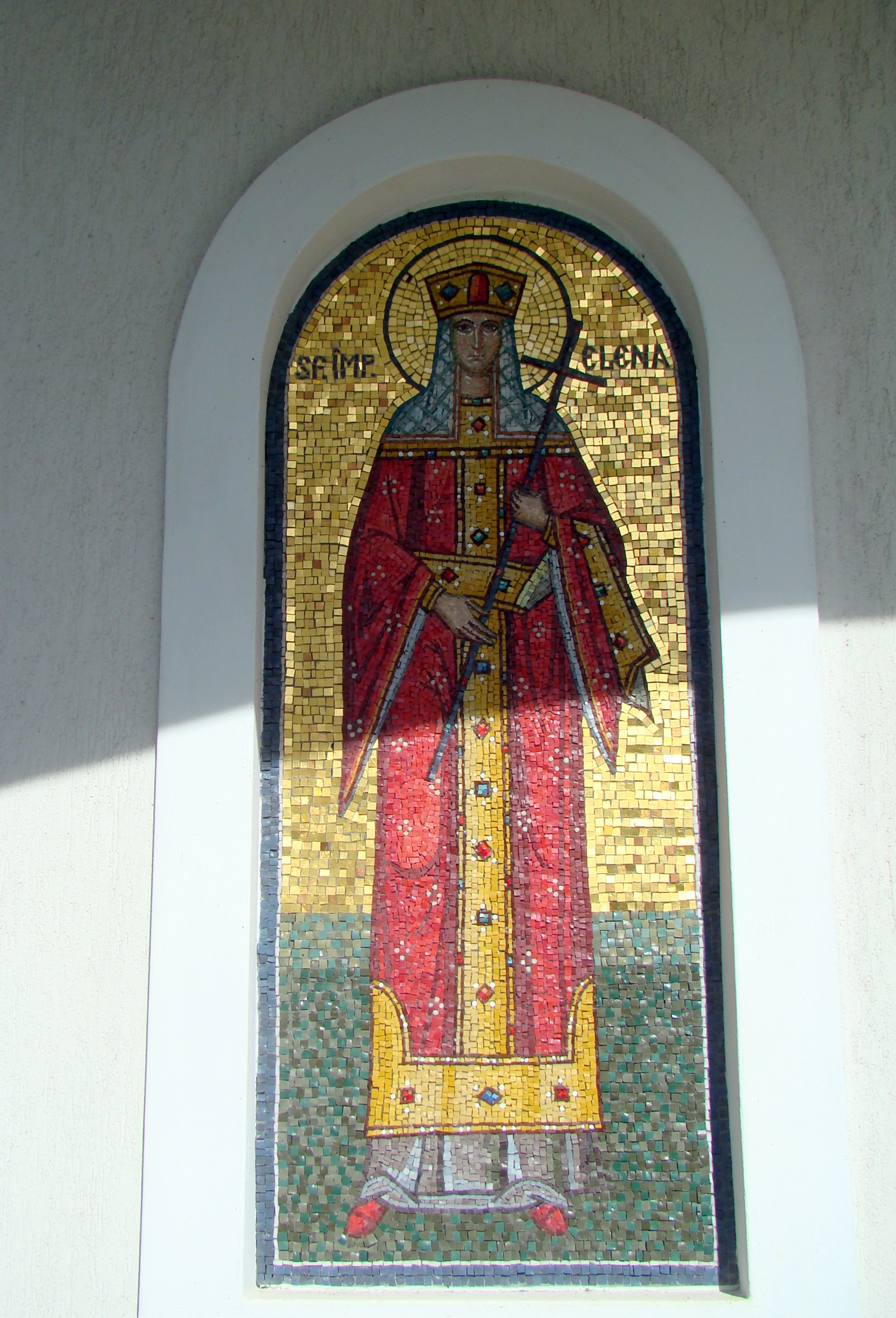
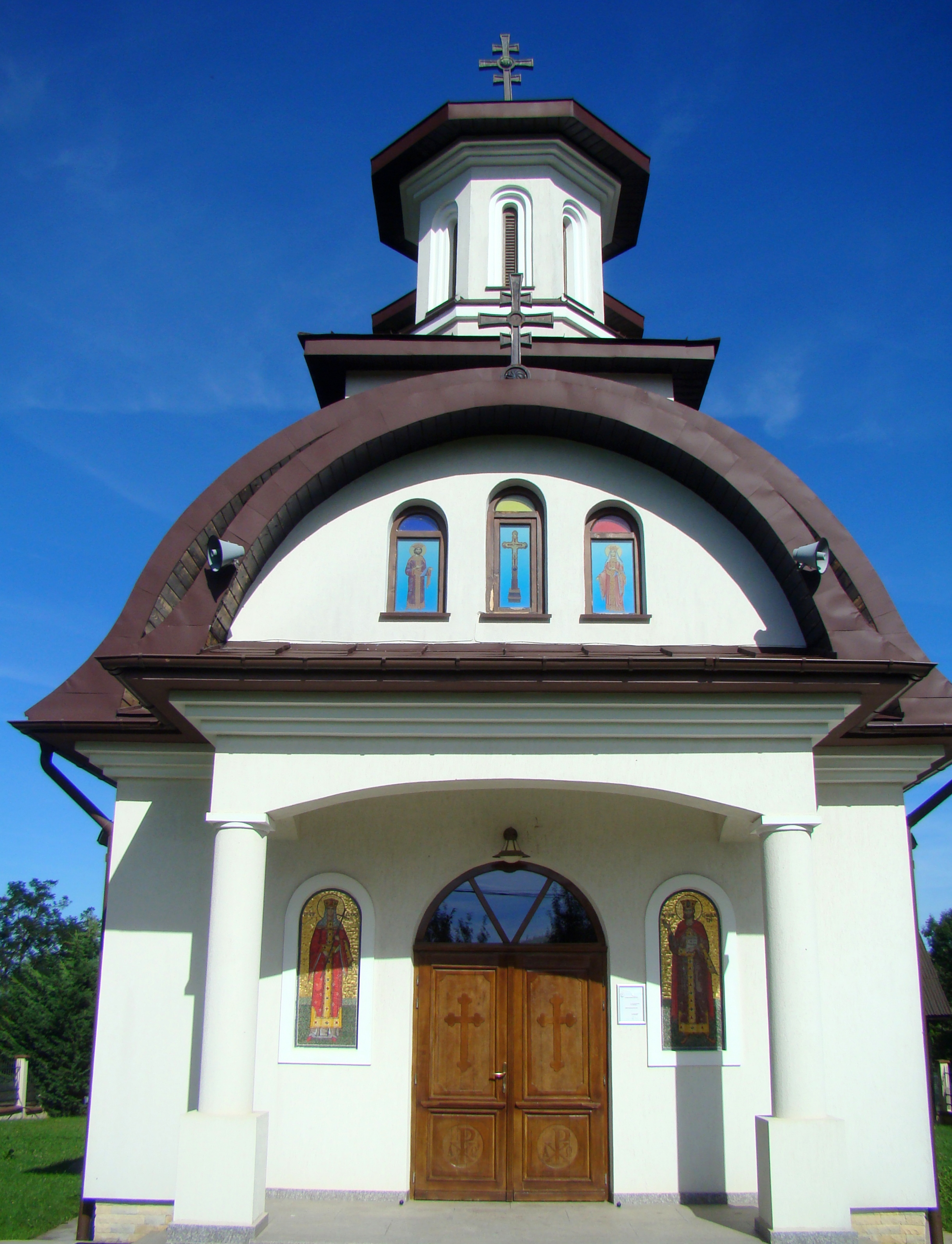
Biserica Sfinții Împărați Constantin și Elena din Zorenii de Vale
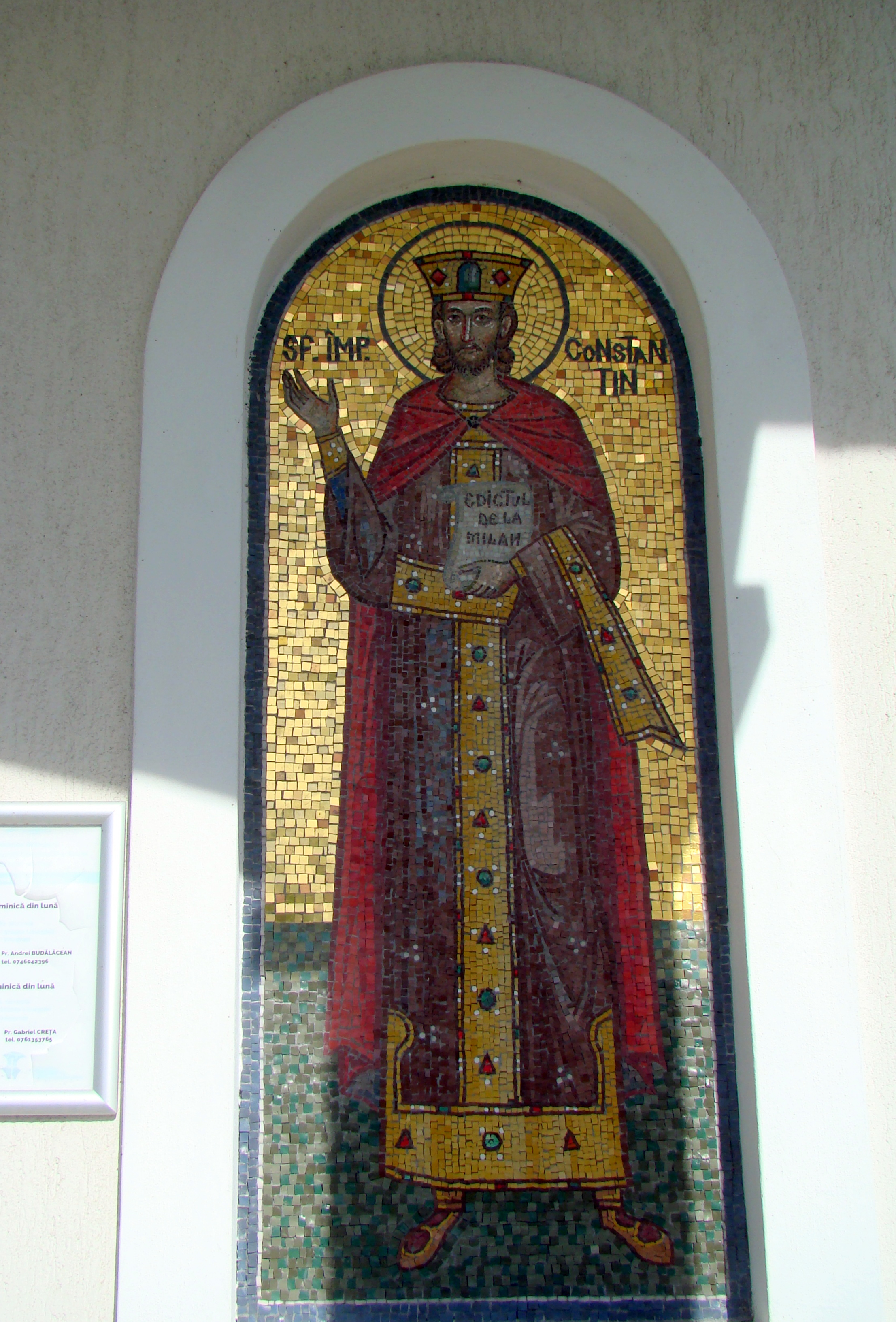
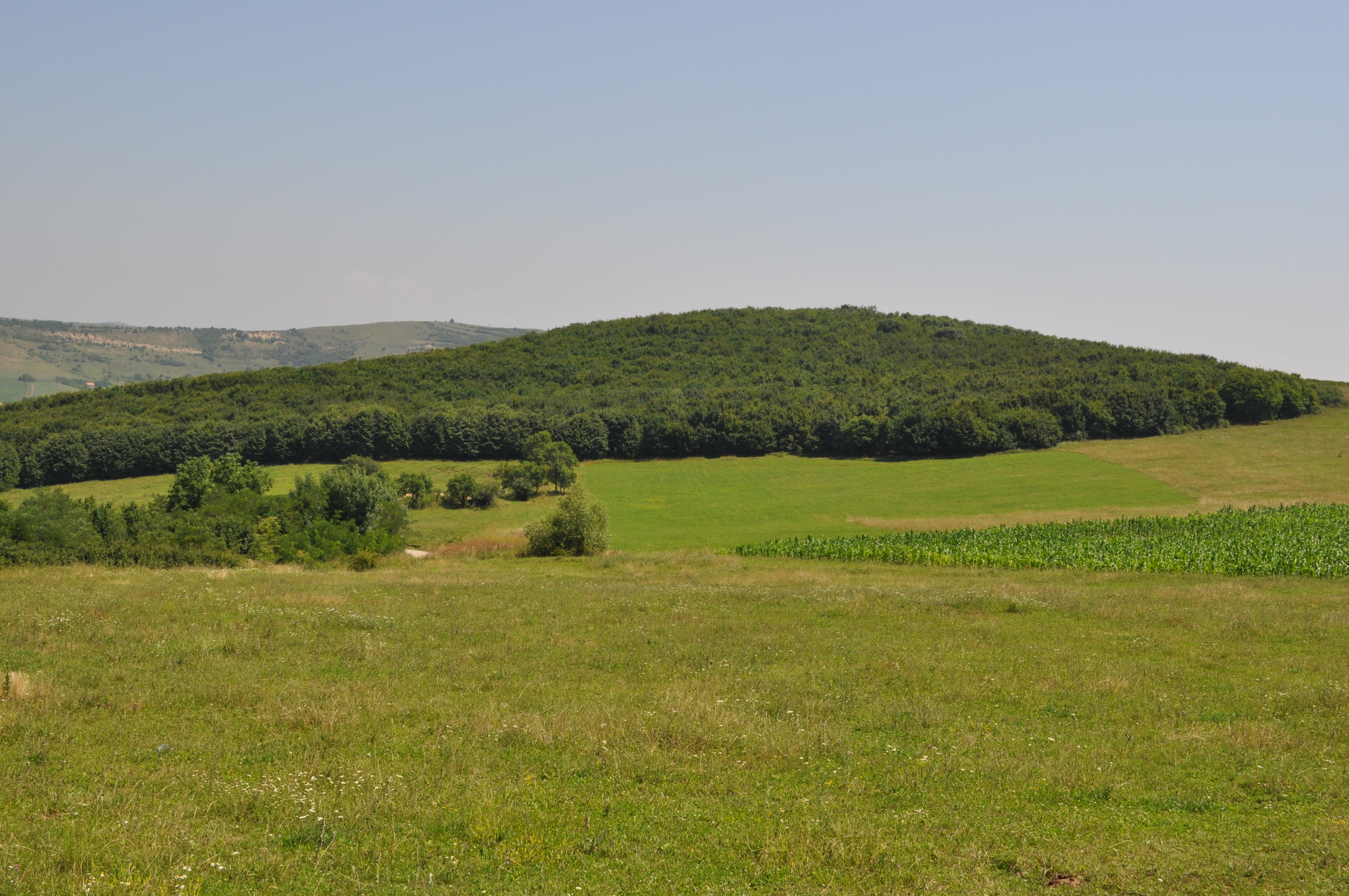
Împrejurimi